# Монмут
Мо́нмут (англ. Monmouth ˈmɒnməθ, валл. Trefynwy trɛˈvənʊi̯) — историческая столица графства Монмутшир на юго-востоке Уэльса (Великобритания). Расположен у слияния реки Монноу с рекой Уай неподалёку от границы страны. С Монноу связано название поселения, «устье Монноу». Уэльское название реки, Mynwy, означает «быстротечная». Город изначально был известен как Abermynwy («устье Монноу»), потом как Trefynwy («город Монноу» — m «м» мутировало в f «в»), в XVII веке. В СМИ Монмут известен как первый в мире «википедийный город» («Википедия-город»).

## История
Британский совет по археологии (Council for British Archaeology) объявил Монмут одним из исторически первых 10 городов в Великобритании. Первым поселением этих мест был римский форт Блестиум (Blestium); в самом центре города найдены римские монеты и керамику. Между II и IV веком здесь, видимо, проводились работы с железом, сырьё для которого поступало из Гобанниума (Gobannium) и Арикониума (Ariconium).
После окончания римского владычества в Британии, эта область стала южной окраиной валлийского царства Эргинг. Единственное свидетельство того, что население продолжило существовать — запись VII века о церкви в пределах города, посвящённой Кадоку Мудрому. В 1056 году область была опустошена Грифидом ап Лливелином.

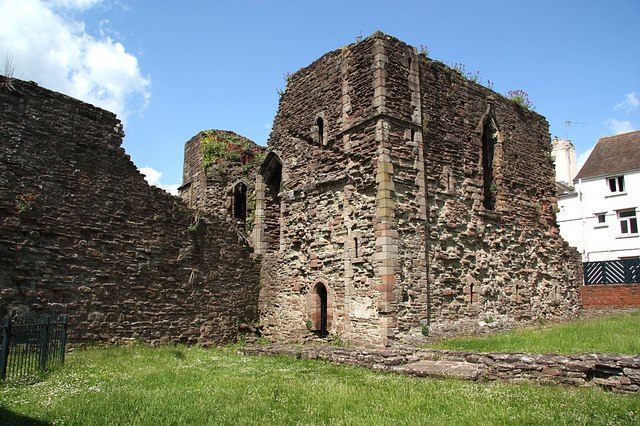
Развалины главной башни замка Монмут

После завоевания Англии норманнами в 1066 году, графство Херефорд было отдано союзнику короля Вильгельма, Вильяму Фиц-Осберну. Он отвечал за защиту территории; был построен новый замок для контроля для переправами и ресурсами. Изначально это был мотт и бейли, со временем замок был перестроен в камне и укреплён. Вокруг замка вырос город, около 1075 года был обоснован бенедиктинский монастырь.
Город был записан в Книгу страшного суда и продолжил расти. С XII века развивался пригород. Город занимался торговлей железа, работали кузницы, использующие местную руду и уголь .
В 1233 году в городе случилось крупное сражение в рамках борьбы сторонников короля Генриха III и баронов. Был расширен замок. Около 1300 года были построены городские стены и был укреплён мост через Монноу. Сейчас это пешеходный мост, единственный защищённый мост в Великобритании и один из трёх подобных в Европе.
Король Эдуард II был временно заключён в местный замок после свержения своей женой Изабеллой и её любовником Роджером Мортимером. В середине XIV века замок и город перешли во власть Ланкастеров.
С XIV века в городе стали производиться шерстяные монмутские шапки. Однако благосостояние пограничного города пострадало после атак сторонников Оуайна Глиндура, хотя сам город и не попал под атаку.
В 1605 году Яков I пожаловал Монмуту устав города жалованной грамотой. Город «на все будущие времена вечные … будет городом мира и спокойствия, примером, устрашающим зло и радующим добро». В Монмуте появился типичный уличный рынок, широкий в середине (для продажи) и узкий на каждом конце, для предотвращения побега скота.
К концу XVIII века город стал популярным центром для посетителей «Уай Тура», лодочной экскурсии по живописной долине Уай. Среди посетивших этот район — Уильям Вордсворт, Сэмюэл Тейлор Кольридж, Роберт Саути, Уильям Тёрнер

## Монмут и Википедия
В Монмуте на различных сооружениях размещены таблички с QR-кодами проекта QRpedia. Проект получил название Monmouthpedia. В СМИ Монмут стал известен как первый в мире википедийный город.

## Достопримечательности
- Гостиница Ангел
- Гостиница Бофорт Армс
- Грейт Касл хауз
- Диспансер (Монмут)
- Драйбридж Хауз
- Жилище судей
- Здание рынка в Монмуте
- Католическая церковь Святой Марии
- Монастырская церковь Святой Марии
- Монмутский музей
- Мост Монноу
- Отель Кингсхед
- Отель Робина Гуда
- Роллс Холл
- Театр Савой (Монмут)
- Церковь Томаса Бекета

## Города-побратимы
- Вальдброн, Германия
- Карбон, Франция